# 光叶小檗
光叶小檗（学名：Berberis lecomtei）是小檗科小檗属的植物，是中国的特有植物。分布于中国大陆的四川、西藏、云南等地，生长于海拔2,500米至4,200米的地区，多生长在山坡林下、高山灌丛中、水沟边、林缘、草坡以及路边，目前尚未由人工引种栽培。